# Ma Zhiyuan
Ma Zhiyuan (ur. ok. 1250, zm. ok. 1321) – chiński dramaturg i poeta. Uważany za jednego z czterech wielkich dramaturgów okresu Yuan.
Pochodził z ówczesnej stolicy państwa, Dadu (dzis. Pekin). Znany jest głównie jako dramatopisarz, choć tworzył także poezje w stylu qu. Przyczynił się do spopularyzowania nowego typu wiersza, zwanego sanqu. Szczególną popularność zdobył sobie jego utwór Qiusi (秋思).
Z przypisywanych mu 16 sztuk zachowało się jedynie 7. Najsłynniejszą spośród nich jest Jesień w pałacu Han (漢宮秋, Hangongqiu), której akcja nawiązuje do autentycznych wydarzeń z I wieku p.n.e., związanych z małżeństwem księżniczki Wang Zhaojun z barbarzyńskim władcą.